# Helena André
Maria Helena dos Santos André (ur. 29 października 1960 w Oeiras) – portugalska działaczka związkowa i polityk, posłanka do Zgromadzenia Republiki, minister pracy i solidarności społecznej  (2009–2011).

## Życiorys
Studiowała języki oraz literaturę angielską i niemiecką na Uniwersytecie Lizbońskim, odbywała także różne kursy językowe. Zaangażowała się w działalność związkową w ramach UGT. W latach 1981–1988 pracowała w departamencie stosunków międzynarodowych tej organizacji, później do 1991 kierowała tym departamentem. Od 1984 do 1991 odpowiadała też za sprawy międzynarodowe w departamencie młodzieżowym UGT. Od 1992 pracowała w strukturze Europejskiej Konfederacji Związków Zawodowych. Była sekretarzem konfederacji, odpowiadając m.in. za rynek pracy, kształcenie i szkolenia zawodowe oraz politykę regionalną. W latach 2003–2009 pełniła funkcję zastępcy sekretarza generalnego ETUC.
W październiku 2009 objęła stanowisko ministra pracy i solidarności społecznej w drugim rządzie José Sócratesa; zajmowała je do czerwca 2011. W tym samym roku z listy Partii Socjalistycznej uzyskała mandat posłanki do Zgromadzenia Republiki XII kadencji w okręgu Aveiro.